# Rewolwer S&W Model 29
Smith & Wesson Model 29 (używana jest również nazwa 44 Magnum) – amerykański rewolwer produkowany od 1957 w amerykańskiej firmie Smith & Wesson, dostosowany do amunicji 0,44–calowej Magnum (11,2 × 33 mm).

## Historia konstrukcji
Rewolwer Smith & Wesson Model 29 został zbudowany w 1955 po wprowadzeniu do użycia nowego naboju rewolwerowego 0,44–calowego Magnum. Broń zasilana jest z bębenka o pojemności 6 nabojów. Opróżnianie bębenka z łusek odbywa się jednocześnie, za pomocą wyrzutnika, po uprzednim odchyleniu bębenka w bok (na lewą stronę).
Rewolwer ten jest produkowany do chwili obecnej, w następujących modelach: 29, 629 Classic, 629 DX, 629 Classic Hunter, różniących się długością lufy i materiałem (model 29 – stal zwykła, model 629 – stal nierdzewna).
Rozreklamowany przez filmy sensacyjne (seria o Brudnym Harrym) stał się popularny w latach 70. XX wieku, używany przez policję, jak również jako broń myśliwska i do obrony osobistej. Charakteryzuje się wysoką skutecznością (dużą mocą obalającą) i trudnym do opanowania dla początkujących strzelców odrzutem.